# Lybius leucocephalus
Lybius leucocephalus là một loài chim trong họ Lybiidae.